# 岩脇公園
岩脇公園（いわわきこうえん）は、徳島県阿南市羽ノ浦町岩脇にある公園。とくしま88景選定。

## 概要
公園の遊水池の周りにソメイヨシノ・シダレザクラ・牡丹桜などが約200本植えられており、池には太鼓橋が架かってる。桜堤公園・桜の馬場・妙見山一帯（桜の数は約600本）を称して岩脇公園と呼称する。
那賀川の堤防から岩脇公園まで、道の両側にソメイヨシノが並び、「桜の馬場」と呼ばれる長さ400mの桜のトンネルとなっている。3月下旬から4月初旬の桜の開花時期に合わせて「岩脇公園桜まつり」が開催がされ、とくしま88景に選定されている。夜にはライトアップされ幻想的な夜桜を見ることもできる。

## 交通
- JR牟岐線羽ノ浦駅下車、車で約10分。